# Dysdera bicolor
Dysdera bicolor là một loài nhện trong họ Dysderidae.
Loài này thuộc chi Dysdera. Dysdera bicolor được Władysław Taczanowski miêu tả năm 1874.